# 北港溪 (地名)
北港溪，是台灣南投縣國姓鄉的一個傳統地域名稱，位於該鄉東部偏北。相較於今日行政區，其範圍大致包括北港村西南部、大旗村東南端、石門村不含西部及東端、國姓村東部凸出部分、北山村北部中段，以及埔里鎮向善里的西北端。

## 歷史
台灣清治末期至日治初期，北港溪地區為一街庄，稱為「北港溪庄」，隸屬於北港溪堡。該庄北及東北與蕃地為鄰，東與水尾庄為鄰，南邊為北山坑庄，西邊為內國姓庄、水長流庄。
1901年（日治明治三十四年）11月，全台廢縣廳改設二十廳，該庄隸屬於南投廳。1903年（明治三十六年）6月，該庄編入「北港溪區」，隸屬於南投廳。1909年（明治四十二年）10月，合併二十廳為十二廳，北港溪區仍隸屬於南投廳。1920年（大正九年），全台地方制度大改正，廢十二廳改設五州二廳，該庄改制為「北港溪」大字，隸屬於臺中州新高郡國姓庄。
戰後國姓庄改制為國姓鄉，隸屬於臺中縣，大字亦改制為村。1950年10月，中、彰、投分治，國姓鄉改隸屬南投縣。

## 聚落
本地區發展較早的聚落為北港溪（北港），在日治期初期的官方地圖上已有記載。此外，本地區尚有校栗林、埔頭、梅莊、中路子、下庄、樟湖頂、九芎坪、大岸頂、小岸頂、炭坑仔、茅埔坑等聚落。

## 交通
省道台21線（長北路）是台中市東勢區天冷至南投縣信義鄉塔塔加的幹道，大致以西南—東北走向由本地區西部邊界北側入境後，轉東南東再轉北北東蜿蜒而行，其後轉東南東蜿蜒而行，過北港溪北港溪橋、北港溪聚落後轉東於本地區東部邊界北側出境。由該道路向西南轉西北再轉北北東再轉西北再轉北北東可前往新社東南部、東勢南端並止於省道台8線路口；向東轉西南蜿蜒而行再轉東南再轉南南西可前往埔里、魚池、水里東南部、信義、和社、塔塔加等地。
縣道133號（大長路）是葉厝至柑子林的道路，大致以北北西—南南東走向繞大彎轉東北—西南走向經過本地區西北部邊界外不遠處。由該道路向北北西可前往水長流地區的葉厝並止於省道台21線路口；向西南轉南南西可前往國姓市區、柑子林北端並止於省道台14線路口。
鄉道投84線是國姓至北港溪的道路，其東北側端點位於本地區北部西側的省道台21線路口。由此向南南西轉南過北港溪港門橋後續行，其後繞大彎轉西北西再轉西南於本地區西部邊界中央偏北處出境，可前往內國姓地區北端並止於縣道133號路口。

## 學校
- 北梅國中
- 北港國小